# The Ultimate Collection
„The Ultimate Collection“ је назив музичке колекције песама рок група из бивше СФРЈ коју од 2007. објављује хрватска издавачка кућа Croatia Records. До сада су се појавила следећа издања:
- - Азра, новембар 2007.; пре 17 година[1]
- The Ultimate Collection - Бијело дугме, новембар 2007.; пре 17 година[2]
- - Дадо Топић и Time, новембар 2007.; пре 17 година[3]
- - Драго Млинарец и Група 220, новембар 2007.; пре 17 година[4]
- - Плави оркестар, новембар 2007.; пре 17 година[5]
- - Психомодо поп, новембар 2007.; пре 17 година[6]
- - Јурица Пађен и Аеродром, април 2008.; пре 17 година[7]
- - Далека обала, април 2008.; пре 17 година[8]
- The Ultimate Collection - Црвена јабука, април 2008.; пре 17 година[9]
- - Хаустор, април 2008.; пре 17 година[10]
- - Црвени кораљи, април 2008.; пре 17 година[11]
- - Дивље јагоде, април 2008.; пре 17 година[12]
- - Леб и сол, 2008.; пре 17 година[13]
- - Нено Белан & Ђаволи, 2008.; пре 17 година[14]
- - Вајта и Тешка индустрија, 2008.; пре 17 година[15]
- The Ultimate Collection - Забрањено пушење, март 2009.; пре 16 година[16]
- - Плава трава заборава, март 2009.; пре 16 година[17]
- - Дино Дворник, мај 2009.; пре 15 година[18]
- - Булдожер, мај 2009.; пре 15 година[19]
- - Корни група, јун 2009.; пре 15 година[20]
- - Дино Мерлин, октобар 2009.; пре 15 година[21]
- - Електрични оргазам, децембар 2009.; пре 15 година[22]
- The Ultimate Collection - ВИС Идоли, децембар 2009.; пре 15 година[23]
- The Ultimate Collection - Парни ваљак, децембар 2009.; пре 15 година[24][25]
- - YU група, децембар 2009.; пре 15 година[26]

У оквиру ове колекције, 2009. је објављен и двоструки ЦД под називом Best of The Ultimate Collection.